# Кортикотропний рилізінг-фактор
Кортикотропін-рилізинг-гормон, або кортікорелін, кортиколиберин, кортикотропін-рилізинг-фактор, скорочено КРГ, - один з представників класу рилізинг-гормонів гіпоталамуса. Він діє на передню частку гіпофіза і викликає там секрецію АКТГ.
Цей пептид складається з 41 амінокислотного залишку, який має молекулярну масу 4758,14 Так. Синтезується в основному паравентрікулярних ядром гіпоталамуса (а також частково клітинами лімбічної системи, стовбура мозку, спинного мозку, інтернейронамі кори). Ген CRH, що відповідає за синтез КРГ, розташовується на 8-й хромосомі. Період напіврозпаду кортиколиберина в плазмі становить приблизно 60 хв.
КРГ викликає посилення секреції передньою долею гіпофіза проопиомеланокортина і, як наслідок, вироблених з нього гормонів передньої долі гіпофіза: адренокортикотропного гормону, β-ендорфіну, ліпотропної гормону, меланоцітстімулірующего гормону.
КРГ також є нейропептиди, які беруть участь в регуляції ряду психічних функцій. В цілому дія КРГ на ЦНС зводиться до посилення реакцій активації, орієнтування, до виникнення тривоги, страху, неспокою, напруги, погіршення апетиту, сну і статевої активності. При короткочасному впливі підвищені концентрації КРГ мобілізують організм на боротьбу зі стресом. Тривала дія підвищених концентрацій КРГ призводить до розвитку стану дистресу - депресивного стану, безсоння, хронічної тривоги, виснаження, зниження лібідо.
КРГ також деякою мірою підвищує секрецію пролактину, хоча і в меншій, ніж секрецію проопиомеланокортина і похідних від нього гормонів, і в меншій, ніж на секрецію пролактину впливає ТРГ.

З підвищенням концентрації КРГ пов'язують нерідко спостерігається при первинному Гіпокортицизм гіперпролактинемію. Іноді вона проявляється у чоловіків з первинним гіпокортицизмом імпотенцією, аноргазмией, а у жінок - аменореєю, аноргазмией, фригидностью. У той же час гиперпролактинемия при первинному Гіпокортицизм ніколи не буває настільки вираженою, як при первинному гіпотиреозі, і не призводить зазвичай до галакторее або до гінекомастії у чоловіків.
CRH (англ. Corticotropin releasing hormone) – білок, який кодується однойменним геном, розташованим у людей на короткому плечі 8-ї хромосоми. Довжина поліпептидного ланцюга білка становить 196 амінокислот, а молекулярна маса — 21 422.
| 10         |  | 20         |  | 30         |  | 40         |  | 50         |
| ---------- |  | ---------- |  | ---------- |  | ---------- |  | ---------- |
| MRLPLLVSAG |  | VLLVALLPCP |  | PCRALLSRGP |  | VPGARQAPQH |  | PQPLDFFQPP |
| PQSEQPQQPQ |  | ARPVLLRMGE |  | EYFLRLGNLN |  | KSPAAPLSPA |  | SSLLAGGSGS |
| RPSPEQATAN |  | FFRVLLQQLL |  | LPRRSLDSPA |  | ALAERGARNA |  | LGGHQEAPER |
| ERRSEEPPIS |  | LDLTFHLLRE |  | VLEMARAEQL |  | AQQAHSNRKL |  | MEIIGK     |

A: Аланін

C: Цистеїн

D: Аспарагінова кислота

E: Глутамінова кислота

F: Фенілаланін

G: Гліцин

H: Гістидин

I: Ізолейцин

K: Лізин

L: Лейцин

M: Метіонін

N: Аспарагін

P: Пролін

Q: Глутамін

R: Аргінін

S: Серин

T: Треонін

V: Валін

Кодований геном білок за функцією належить до гормонів. 
Секретований назовні.